# Bomba agitacyjna

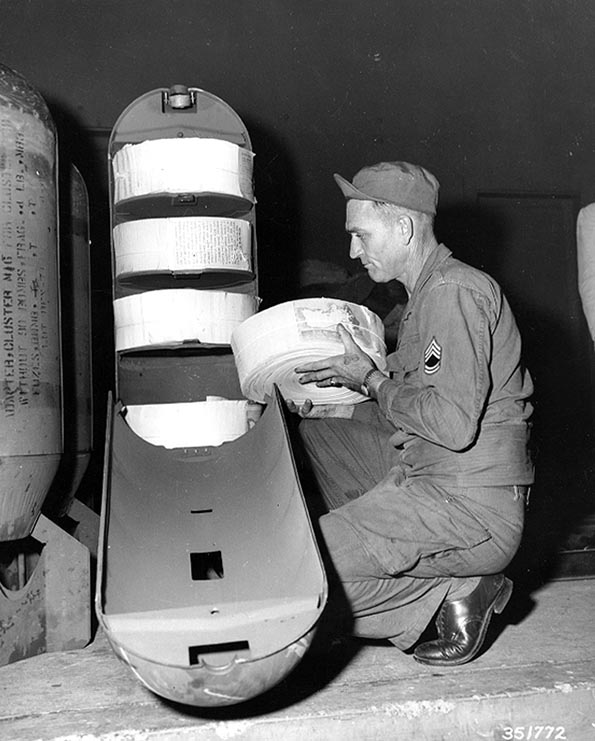
Ładowanie ulotek do bomby agitacyjnej w czasie wojny koreańskiej

Bomba agitacyjna (bomba propagandowa) – rodzaj bomby lotniczej. Zasobnik zawierający ulotki i materiały propagandowe przeznaczone dla ludności cywilnej lub wojsk przeciwnika. Po zrzuceniu bomby agitacyjnej z samolotu ulotki wysypują się na odpowiedniej wysokości nad ziemią bądź na ziemi w chwili uderzenia bomby o twardą powierzchnię.

## USA
- M129E1/E2[1]

## ZSRR/Rosja
- AGITAB-250-85
- AGITAB-500-300